# レント (経済)
レント（英: rent）とは、天然資源や土地の所有者が受け取る所得。新古典派経済学において、経済的レント（英: economic rent）とは、生産要素または供給が固定されている資源の所有者への支払い（市場取引の文脈において）のことである。古典派経済学においては、場所（土地）などの生産されない投入物や、自然の機会に対する公的特権（特許など）を生み出すことによって形成された資産に対してなされる支払い（帰属価値を含む）または受領される利益のことである。新古典派経済学の道徳経済では、経済的地代には、労働者または国家が労働組合や非公式の汚職などの「人為的な」（市場は自然であり、国家や社会の策略によって生じたものではないと仮定）排他性から受益することで得られる収入が含まれる。

## 概要
広く経済学の伝統における道徳経済では、経済的地代は生産者余剰や正常利潤と対立するものであり、どちらも生産的な人間の行動を伴うと理論づけられている。経済的地代は機会費用からも独立しており、機会費用が不可欠な要素である経済的利益とは異なっている。経済的地代は未収収益と見なされるのに対し、経済的利益はリスク調整後の選択肢の中から選択することで得られる余剰所得を表す狭義の用語である。経済的利益とは異なり、経済的地代は理論的には競争によって排除されることはない。なぜなら、所得の受取人が賃貸対象物を改善するなどの行動をとると、総所得が契約地代に変わるからである。それでも、総所得は経済的利益（獲得）と経済的地代（未獲得）から構成される。
生産された商品の場合、経済的地代は特許（プロセスまたは成分の使用に対する政治的に強制された権利）の法的所有権に起因する場合があります。教育と職業ライセンスの場合、ライセンス対象の分野で価格のみで競争したい人の能力と意欲に関係なく、知識、パフォーマンス、倫理基準、および許可証とライセンスのコストが集合的に管理されます。労働に関しては、経済的地代は、大衆教育、労働法、国家の社会的再生産支援、民主主義、ギルド、労働組合の存在によって生み出されます（たとえば、集団行動によりそのような労働者が不足している場合、一部の労働者の賃金が高くなるため、労働が他の生産要素と価格のみで競争する理想的な状態とは対照的です）。農業や採掘を含む他のほとんどの生産の場合、経済的地代は天然資源（土地、石油、鉱物など）の不足（不均等な分配）が原因です。
経済的地代が民営化されると、経済的地代の受取人は「地代受益者」と呼ばれるようになります。
対照的に、生産理論では、排他性がなく完全競争がある場合、競争によって価格が最低水準まで下がるため、経済的地代は発生しない
。
経済的地代は、契約地代を含む他の不労所得や受動的所得とは異なります。この区別は、公的収入と税政策に重要な意味を持ちます。十分な会計上の利益がある限り、政府は財政目的で経済的地代の一部を徴収することができます。例えば、鉱物や石油、ガスなどの資源の場合、政府はロイヤルティや採掘料として経済的地代を徴収することができます。
歴史的に、地代理論は、通常、単一の経済内の異なる要素所有者が受け取る地代に適用されてきた。ホセイン・マダビーは、ある経済が他の経済から地代を受け取る「外部地代」の概念を初めて導入した。

## 定義
1800年代後半の思想家たちは、経済的地代を「労働や犠牲ではなく、永続的に希少または独占された資産に対する支配を報いるという意味で、地代に類似した収入」と概念化した。時が経つにつれ、経済学者はこの用語の定義を変えていった。新古典派経済学者は経済的地代を「機会費用または競争価格を超える収入」と定義した。
ロバート・トリソン（1982）によれば、経済的地代とは、競争市場で生み出される「通常レベル」を超える「超過収益」である。より具体的には、地代とは「資源所有者の機会費用を超える収益」である。
土地に対する単一税の提案で最もよく知られているヘンリー・ジョージは、地代を「土地（またはその他の自然的能力）の所有者に所有権によって生じる生産物の一部」および「地主がそれらの自然的能力を独占的に使用する権利を持っているために地主に与えられる富の分け前」と定義しています。
法学教授のルシアン・ベブチャクとジェシー・フリードは、この用語を「企業や個人がその地位上の優位性により得る追加収益」と定義しています。
簡単に言えば、経済的地代とは、企業活動や生産コストが存在しない場所での余剰です。

## 古典的な地代（地代）
重農政治、古典派経済学、ジョージズム、その他の経済思想の流派を含む政治経済学では、土地は非弾力的な 生産要素として認識されています。この意味で、土地はあらゆる自然の機会への排他的アクセス権を意味します。地代は、自由保有者が管理する土地での生産を許可することに対して 支払われる分け前です。
どの国の土地もすべて私有財産になると、地主は他の人間と同じように、自分たちが種を蒔かなかった場所で収穫したがり、その自然の産物に対してさえも地代を要求する。土地が共有物だったときには、労働者にとっては収穫の手間だけで済んだ森の木、野の草、そして大地のあらゆる自然の果実は、労働者にとってさえも、追加価格が付けられるようになる。労働者は収穫許可証を支払わなければならず、また労働によって収穫または生産した産物の一部を地主に渡さなければならない。この部分、つまり同じこととして、この部分の価格が、地代を構成する。
— アダム・スミス：国富論
デイヴィッド・リカードは、地代格差とそれに関連する経済関係（地代法）について、初めて明確かつ包括的な分析を行った人物として知られる。
ヨハン・ハインリヒ・フォン・テューネンは、中心性と交通の重要性を強調した地代空間分析の発展に影響力を持ちました。簡単に言えば、人口密度が高く、商業の収益性を高め、労働の分業と専門化を可能にすることで、より高い市営地代が要求されました。この高い地代により、中心都市の土地は農業には割り当てられず、より収益性の高い住宅や商業用途に割り当てられるようになりました。
ヘンリー・ジョージは、土地の不労所得に対する課税は経済活動を歪めないことに注目し、公的に徴収された地代（地価税）が主な（または唯一の）歳入源となるべきであると提案したが、同時に、公的所有、課税、および規制では排除できない自然独占と規模の独占の規制も主張した。

## 新古典派パレート地代
新古典派経済学は地代の概念を拡張し、天然資源地代以外の要素も含めます。
- 「工場を現在の職業に維持するために必要な金額を超える超過収益」[16]
- 「生産要素に支払われる金額と、現在の用途を維持するために支払われる必要がある金額との差。」[17]
- 「機会費用を超える収益、または資源を現在の用途で維持するために必要な通常の収益。」[18]

このタイプの地代を「パレート的」と分類するのは、この種の地代にちなんで名付けられた経済学者ヴィルフレド・パレートが地代の概念的定式化を提示したかどうかは不明であるので、誤称である可能性がある。

## 独占レント
独占利潤とは、独占から生じる経済的利潤のことであり、(1)資産へのアクセスの拒否、または(2)資産の独自の性質から生じる可能性があります。独占利潤の例には、特許や著作権などの知的財産から生じる法的に強制された知識独占に関連する利潤、業界または製品ラインの基礎となる標準を管理するMicrosoftやIntelなどの企業の「事実上の」独占に関連する利潤（Microsoft Officeなど）、公共または民間のユーティリティの「自然独占」（電話、電気、鉄道など）に関連する利潤、Facebook、Google、Amazonなどの企業が管理するプラットフォームテクノロジーのネットワーク効果に関連する利潤などがあります。
反トラスト法の調査では、Google PlayとApple App Storeの手数料は「独占的賃料」であると説明された。

## 労働
機会費用を含むように地代の概念を一般化することで、地代を生み出して民営化する上での政治的障壁の役割が浮き彫りになった。たとえば、中世のギルドのメンバーになろうとしている人は、訓練と教育に多額の投資をするが、そのギルド以外での潜在的な適用は限られている。競争市場では、ギルドのメンバーの賃金は、訓練への投資に対する期待純収益が投資を正当化するのに十分な額になるように設定される。ある意味では、必要な投資は参入障壁となり、ギルドのサービスを求める競争市場に参入するために必要な訓練への投資を一部のメンバー志望者が控えることになる。これは、ギルドのメンバー数や、資格取得に必要な訓練費用に対する自然な「自由市場」による自己制限的な制御である。特定のギルドを選んだ人の中には、別のギルドや職業に加わることを決める人もいるかもしれない。
しかし、ギルドのサービスを求める競争市場に参入する人数を政治的に制限することは、ギルドメンバーの人為的な不足を生み出すことで、特にすでに実践している人に対して、ギルドのトレーニングへの投資収益率を上げる効果があります。ギルドへの参入者を制限することで、能力を保証するのではなく、実際にギルドメンバーへの収益が増加する限り、その分野への参入者を制限する慣行はレントシーキング活動であり、ギルドメンバーが実現する超過収益は経済的レントです。
同じモデルは、競争からの法的保護を得ると同時に会員を制限できる現代の職業、特に医師、保険数理士、弁護士の高賃金を説明しています。英国のように大学の新設が法的な認可によって制限されている国では、教授にも当てはまります。また、サッカーリーグの順位、音楽チャート、違法薬物販売の都市部など、枠が固定されているという意味で本質的に競争的な職業にも当てはまる可能性があります。これらの職業は、ギルドの少数の裕福なメンバーと、ギルドに参加するために「会費を払って」非常に劣悪な環境で互いに競い合うはるかに大きな貧しい人々の存在が特徴です。（参照：「フリーコノミクス：なぜ麻薬の売人は母親と一緒に暮らすのか？」）

## 家賃に関する用語

### 総賃料
総地代とは、土地のサービスと土地に投資された資本に対して支払われる地代を指します。これは、経済的地代、土地の改善のために投資された資本に対する利子、および地主が資本を投資する際に負うリスクに対する報酬で構成されます。

### 希少家賃
希少性地代とは、需要に比べて供給が限られている場合に、均質な土地の使用に対して支払われる価格を指します。すべての土地単位が均質であっても、需要が供給を上回る場合、すべての土地は希少性により経済的地代を得ることになります。

### 差額家賃
差額地代とは、土地の肥沃度の差によって生じる地代を指します。限界地代と限界内地代の違いによって生じる余剰が差額地代です。これは一般に、広大な土地耕作の条件下で発生します。この用語は、デイヴィッド・リカードによって初めて提案されました。

### 契約賃料
契約賃料とは、土地所有者と使用者の間で合意された賃料を指します。これは、要素の経済的賃料と等しい場合があります。
情報レンタル
情報利潤とは、委託者に提供されていない情報から代理人が得る利潤です。